# Rue Léon-Blum

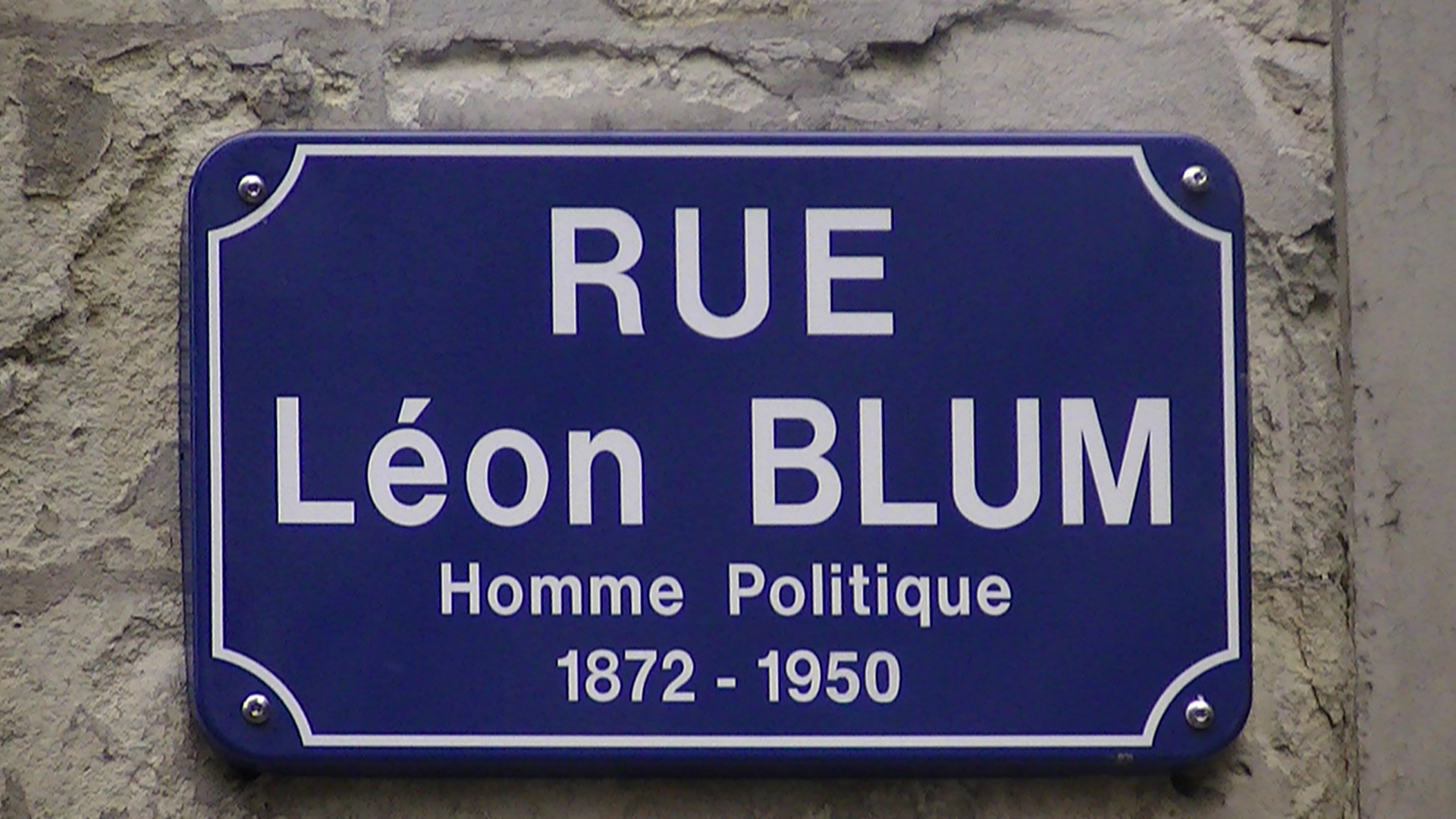

La rue Léon-Blum est une rue de Nantes, en France.

## Situation et accès
Située dans le centre-ville de Nantes, longue d'environ 80 mètres, cette artère bitumée, piétonne, part de la place du Port-Communeau pour aboutir dans le prolongement de la rue Saint-Léonard.

## Origine du nom
La rue est baptisée en mémoire de Léon Blum, ancien Président du Conseil, décédé sept ans plus tôt. La voie s'appelait auparavant rue du Port-Communeau.

## Historique
Au XVIe siècle, elle formait une partie de la « rue des Caves », qui comprenait aussi la rue Maurice-Duval. Ce nom venait du fait que cette voie était située au pied de la butte près des marais de l'Erdre, et, bordée de pauvres maisons, se trouvait beaucoup plus bas que les terrains du bastion Saint-André.
Probablement en raison du voisinage du Port-Communeau, qui leur permettait des facilités d'approvisionnement, la voie comptait naguère une forte présence de charpentiers. Ces derniers avaient même choisi l'église Saint-Léonard, située dans la rue du même nom, pour en faire leur paroisse, et tous les ans ils y faisaient célébrer une messe, à la chapelle de Saint-Joseph.
À l'angle de l'artère et de la rue Siméon-Foucault (ancienne « rue de l'ancien Muséum »), se trouvait un bâtiment dessiné par l'architecte Jean-Baptiste Ceineray et construit en 1765, qui servit de muséum d'histoire naturelle de 1810 à 1875, après avoir abrité, de 1766 à la Révolution, l'école de Médecine.
Lors du bombardement du 16 septembre 1943, l'école du Port-Communeau (devenue école Léon-Blum), située au no 5, subit de sérieux dégâts.
La rue prend sa dénomination actuelle par délibération du conseil municipal du 18 mars 1957.

## Bâtiments remarquables et lieux de mémoire
Sur le site de l'ancien muséum d'histoire naturelle, une école est construite. Inaugurée en 1877, elle présente sur la rue Léon-Blum une façade étroite, au no 5 de la rue.